# Iglesia de Dios Israelita
El movimiento de las Iglesias de Dios Israelitas, también escrito como Iglesia de Dios (Israelita), son un movimiento religioso de corriente unitaria que se desprendió de la Iglesia de Dios (Séptimo día) en México en el año 1963, por lo tanto este movimiento es descendiente indirecto del Movimiento Millerista estadounidense en América Latina que guarda el sábado como día de reposo. A esta corriente dentro del millerismo en México se le conoce a menudo como cabañista.

## Historia

### Segundo desprendimiento nacional «cabañista»
Esta división en la administración originalmente llamada Iglesia de Dios (Séptimo Día), fue en la década de los sesenta en el llamado "Segundo desprendimiento nacional cabañista". Los miembros del grupo disidente eran llamados por la Iglesia de Dios (Séptimo día) como "cabañistas", debido a que el origen de la división de su iglesia madre fue el cambio doctrinal cuando en un Concilio Nacional de la Iglesia de Dios (Séptimo Día) se acordó eliminar la celebración de las fiestas bíblicas de pascua, pentecostés y cabañas (también llamada sucot o fiesta de los tabernáculos) dado que en ese tiempo muchos de sus ministros concertaron en no participar de ellas, una minoría de aproximadamente 12 ministros fueron los únicos en no aceptar dicho cambio. Este grupo se opuso a los cambios de la Iglesia de Dios (Séptimo día).
Uno de los puntos fundamentales para esta decisión fue que un grupo de la Iglesia de Dios (Séptimo Día) (la mayoría de los obreros, ministros y diáconos) deseaba erradicar de la doctrina las Fiestas de Levítico 23, en este caso La Pascua, el Pentecostés y La Cabañas o Tabernáculos, que se celebraban en la Iglesia en ese entonces, bajo el argumento de que estas fiestas eran para los judíos no para los cristianos.

## Identidad religiosa
Esta iglesia proclama enseñar las doctrinas cristianas de forma literal, reconocen a Jesucristo como hijo de Dios, así como observan el Sábado igual que la Iglesia de Dios (Séptimo día), son más conservadores en la doctrina que viene desde la línea del exministro Baltazar Laureano de la Iglesia de Dios (Séptimo día). Tienen un logo pero por lo general usan un candelero o a veces una estrella de David. 
Cuenta con presencia en varios países de Centroamérica y Estados Unidos y también se caracterizan por pregonar y cumplir con los Diez mandamientos.
Su fe se basa en 39 puntos de fe dados a conocer como un requisito solicitado por el gobierno de México alrededor del año 1992, cuando el entonces presidente de México, Carlos Salinas de Gortari propone regularizarlos para considerarse como una Asociación Religiosa. En ella vierten los puntos más importantes de su doctrina cristiana, cabe mencionar que no son lo único que predican ya que hay varios puntos doctrinales que pueden discutir y que marcan la diferencia en comparación a otros grupos.
Se conocen a los miembros de esta organización por el saludo entre sus congregantes: Paz a vosotros en plural y en singular paz a vos.